# Tmesisternus subsimilis
Tmesisternus subsimilis är en skalbaggsart som beskrevs av Stefan von Breuning 1966. Tmesisternus subsimilis ingår i släktet Tmesisternus och familjen långhorningar. Inga underarter finns listade i Catalogue of Life.